# Verdier d'Europe
Chloris chloris
Espèce
Synonymes
- Loxia chloris
- Carduelis chloris

Statut de conservation UICN

 LC  : Préoccupation mineure

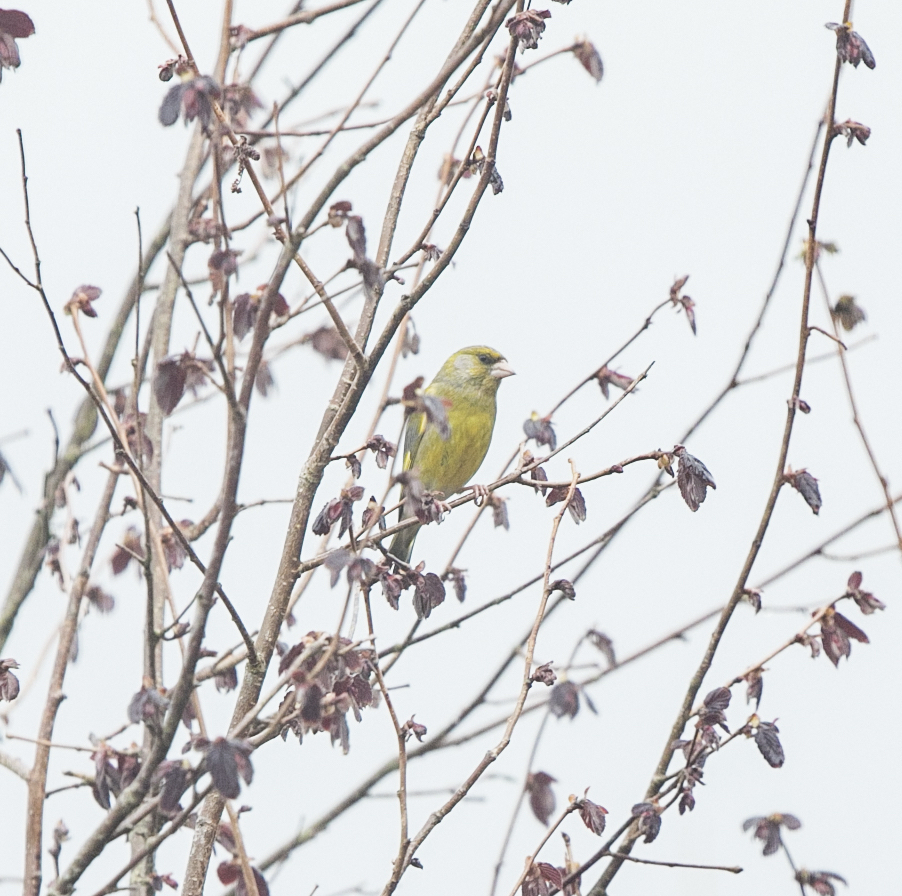
Un verdier d'europe (Chloris chloris) dans un arbre

Le Verdier d'Europe (Chloris chloris, anciennement Carduelis chloris) est une petite espèce de passereaux partiellement migrateur, très répandu, de la famille des fringillidés.

## Description
L'adulte mesure entre 14 et 15 cm de longueur et pèse entre 25 et 35 g. Il est trapu avec une grosse tête et un bec un peu épais de couleur corne.
Les yeux sont marron foncé et les pattes brun gris clair.

### Aspect du mâle
Le mâle est vert jaune olivâtre avec des taches jaunes vives sur les ailes et sur sa queue fourchue au niveau des rectrices externes. Il a aussi des taches jaunes moins vives sur la tête, le ventre et les flancs.

### Aspect de la femelle
La femelle est plus sombre et moins verte que le mâle, un peu plus grise et ses taches jaunes sont moins nettes que celles du mâle.

### Aspect des juvéniles
Le juvénile, lui, est plus brun que l'adulte, il est rayé sur le ventre et sur le dos et ses ailes sont plus ternes
Il faut prêter garde à ne pas confondre un jeune verdier d'Europe avec un jeune roselin cramoisi.

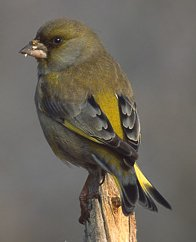
Verdier vu de dos.
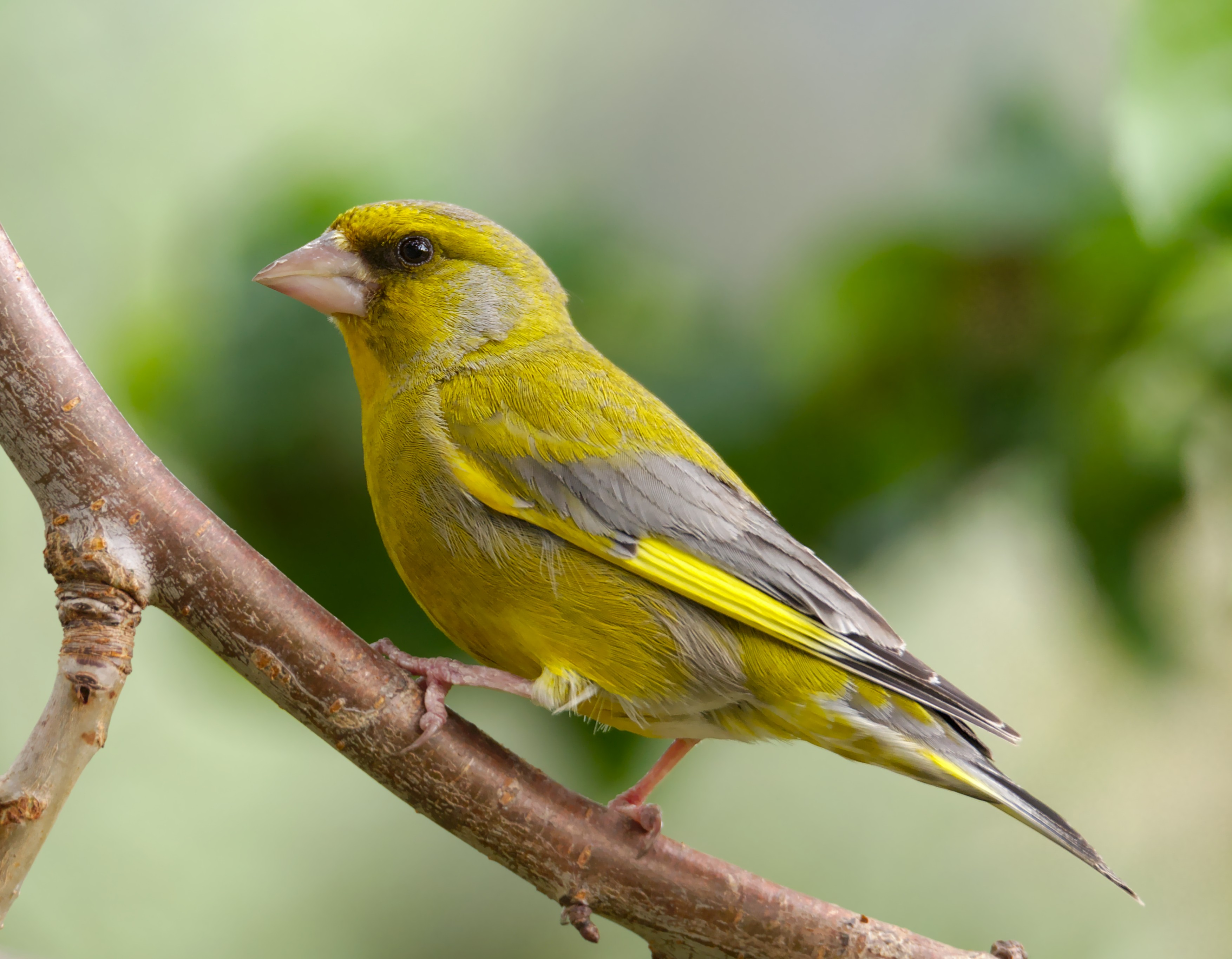
Mâle profil.
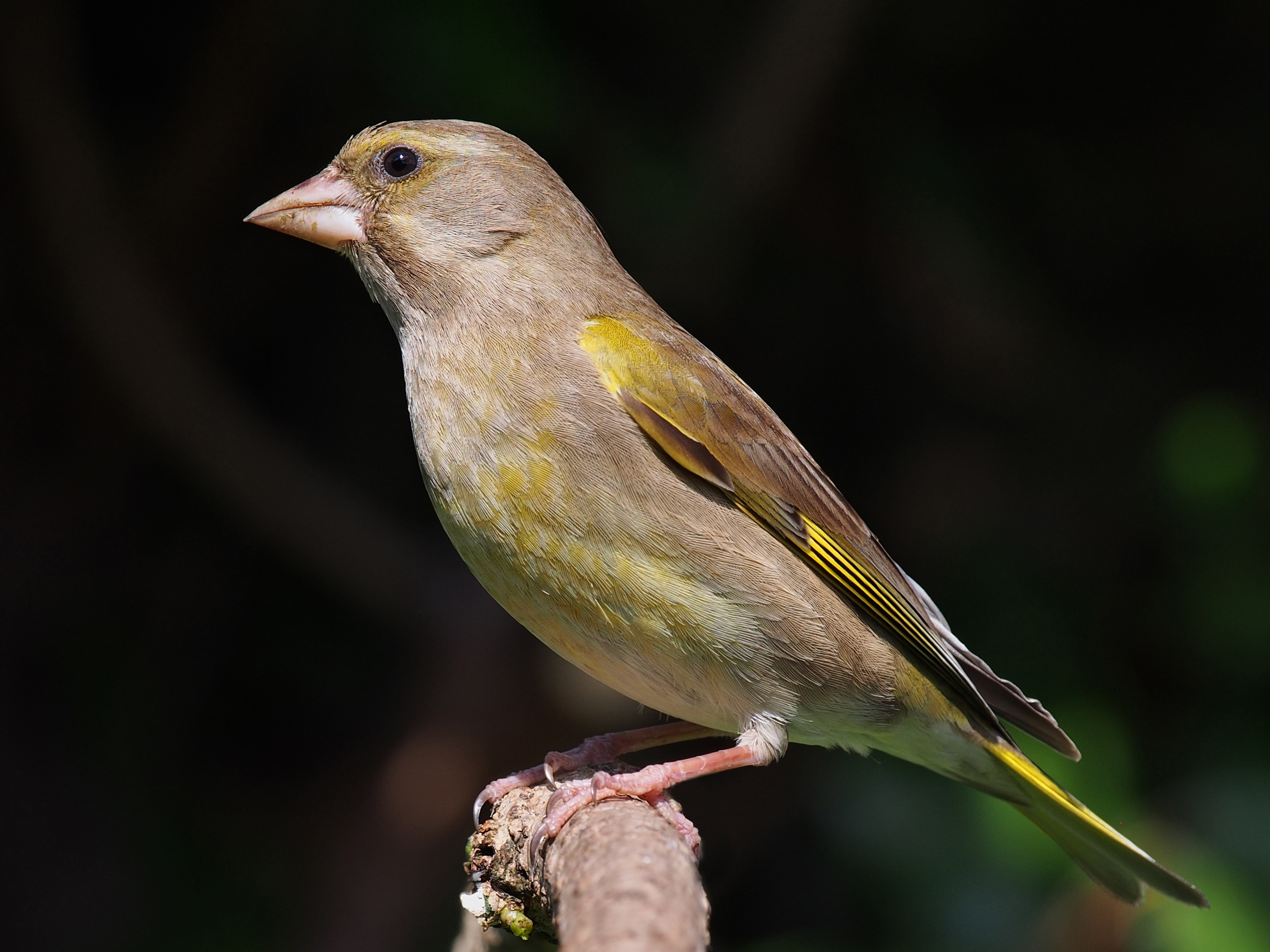
Verdier femelle.
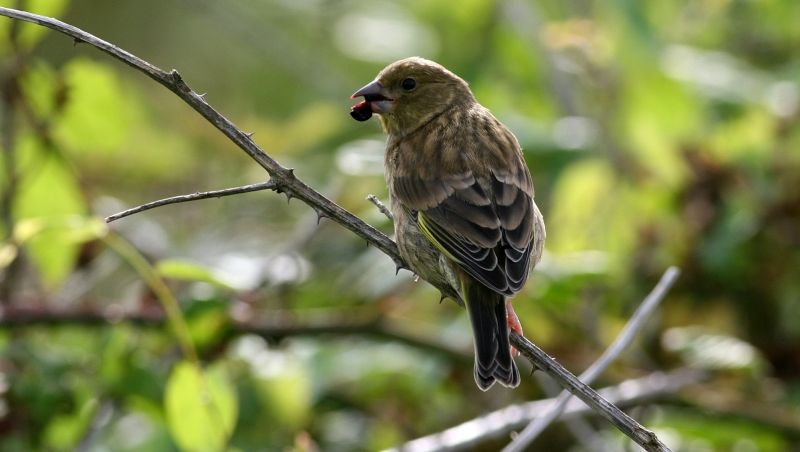
Juvénile.

## Aire de distribution et habitat

### Aire de distribution

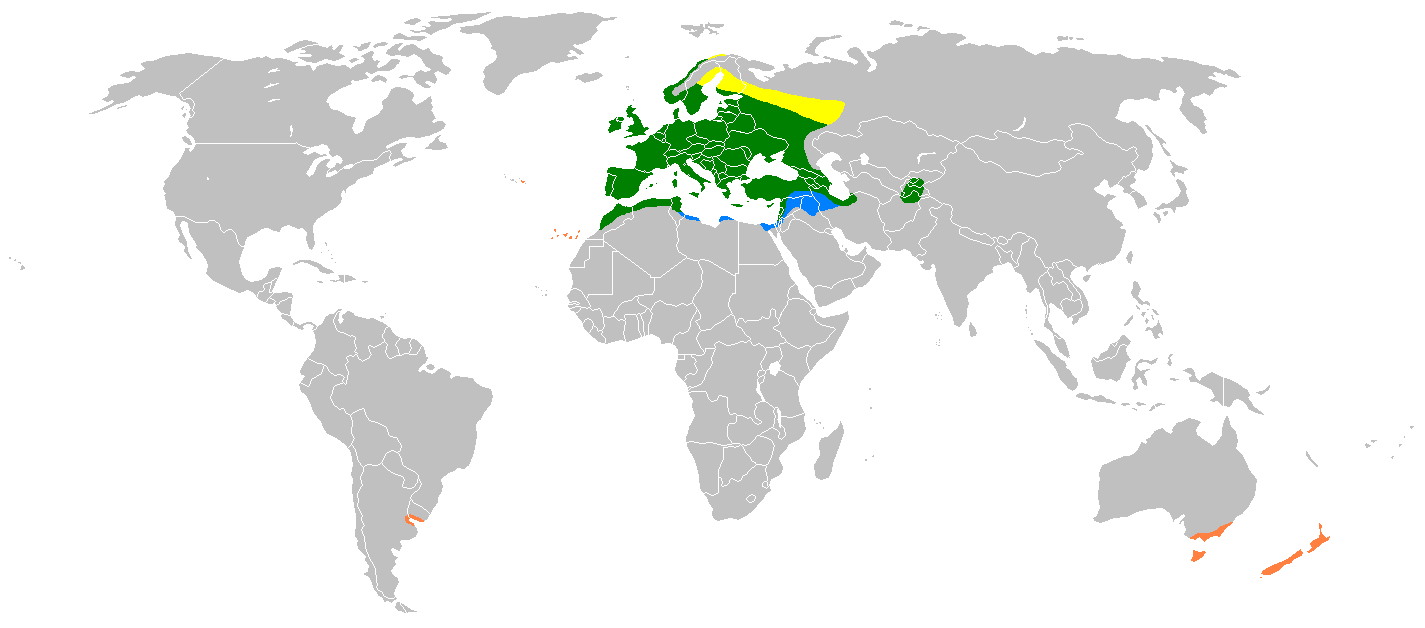
Répartition géographique
zone de reproduction d'été
zone d'habitat permanent
zone d'hivernage
zone d'introduction humaine

On le trouve dans toute l'écozone paléarctique occidentale et dans certains endroits d'Asie centrale.
Il a été introduit dans certains pays d'Amérique du Sud, tels qu'en Argentine et en Uruguay, en Macaronésie et dans le sud-est de l'Australie et la Nouvelle-Zélande. Accidentellement, il a été observé en Islande et dans l'Ouest canadien.

### Habitat
Son habitat se compose d’une mosaïque de milieux : les lisières de forêts de feuillus et de conifères, les boisements clairsemés, les boqueteaux, les régions bocagères, les zones buissonneuses, les haies autour des champs, la végétation arbustive entourant les plans d’eau, les bosquets, les fourrés, les zones cultivées mais aussi les plantations, les vergers, les parcs, les jardins, les cimetières et même les villes.

## Cri et chant
Il chante souvent perché sur un arbre ou pendant son vol. Sa voix sonore et rapide est un gugugu léger, pour les adultes et un khip-khip-khip ; tuî pour les juvéniles.
À la saison des nids, le verdier lance un long tsouîî nasal.
Lors de son vol nuptial ses chants à répétitions sont des cris combinés avec des dchièèh très sonores.
Le chant très caractéristique se compose de trilles clairs, sonores, limpides et cristallins rappelant les sons émis par une clochette. Ces trilles se terminent généralement sur une roulade nasillarde et traînante caractéristique que l’on retrouve aussi, dans une tonalité différente, chez le tarin des aulnes. Parfois aussi, certains mâles, après avoir débité, pendant longtemps, des séries de trilles, lancent directement cette roulade, de façon répétée. Le cri peut être rendu par un djjjiiiiiii vibrant et répété. Il existe aussi un touiiiiit d’inquiétude émis par les deux parents à l’envol des jeunes.

## Comportement
Relativement grégaire et anthropophile, il peut constituer des bandes hivernales où il s’associe parfois au pinson du Nord, au bruant jaune et à d’autres granivores à proximité de l’homme. Lorsque l’enneigement est important, la grégarité s’intensifie et de grandes troupes peuvent concentrer leur activité dans les champs moissonnés pourvus de leur glanure, près des fermes et dans les stations de nourrissage où abonde une nourriture encore accessible. On entend alors souvent les cris de contact caractéristiques qui ponctuent leurs envols.
Le verdier qui est assez erratique forme souvent de petites bandes avec ses congénères. Il est typique à cause de son vol assez onduleux.
Il ne craint pas la présence de l'homme. Si vous placez dehors une mangeoire remplie de graines de tournesol durant la saison froide, les verdiers auront tendance à se poser dedans et à y rester pendant qu'ils mangent, à la différence des mésanges et des sitelles qui prennent une ou plusieurs graines dans leur bec et puis s'en vont pour les manger plus loin. Souvenez-vous, s'il vous plait, que cette pratique vous engage. Vous avez affaire à une espèce dont l'effectif décline en France. Lorsque vous commencez, il est préférable de remplir quotidiennement la mangeoire jusqu'au moment où d'autres sources sources de nourritures redeviennent disponibles (avril ou mai suivant votre région). Si vous partez en vacances d'hiver sans demander à quelqu'un de passer chez vous pour remplir la mangeoire, les verdiers auront tendance à attendre aux abords de la mangeoire, au détriment de la recherche d'autres sources de nourriture. Cela les mettrait en danger. Lors du retour des beaux jours, n'arrêtez pas du jour au lendemain de remplir la mangeoire. Réduisez plutôt progressivement la quantité de graines distribuées, pendant une semaine, avant d'arrêter.
Lors du vol nuptial, le verdier papillonne autour de la femelle en décrivant des cercles avec de faibles battements d'ailes en chantant sans arrêt.

## Alimentation
Les graines de mercuriale et d’orme ont sa préférence en été, celles de l’if, du charme et de l’aulne en automne et celles du rosier et du framboisier en hiver. En zone agricole, sont consommés le mouron blanc, le pissenlit, le séneçon commun, le salsifis des prés, la moutarde des champs et la renouée persicaire. Les deux dernières plantes lui fournissent l’essentiel de sa nourriture en hiver. Les plants de la grande bardane attirent souvent les verdiers en automne et en hiver, sur les terrains en friche ou en lisière de forêt. Parmi les plantes cultivées, les verdiers exploitent le tournesol, le chanvre, le lin, le houblon et les céréales. En été, il mange également des insectes.

## Longévité
Il peut vivre jusqu'à treize ans.

## Parade nuptiale
En parade nuptiale, le mâle s’approche de la femelle en sautillant de branche en branche tout en pointant le bec vers le haut, les ailes et la queue entrouvertes. Puis il exhibe ses miroirs alaires jaune vif en agitant les ailes et hoche la queue tout en lançant ses trilles sonores se terminant par la roulade nasale et traînante. C’est d’ailleurs après cette roulade que se produit l’accouplement. Le vol nuptial, que l’on a souvent comparé au vol d’une chauve-souris ou qualifié de « papillonnant », se caractérise par des battements d’ailes saccadés et dansants. Le mâle s’élance dans les airs en battant mollement des ailes, la queue déployée et chantant à plein gosier.

## Nidification

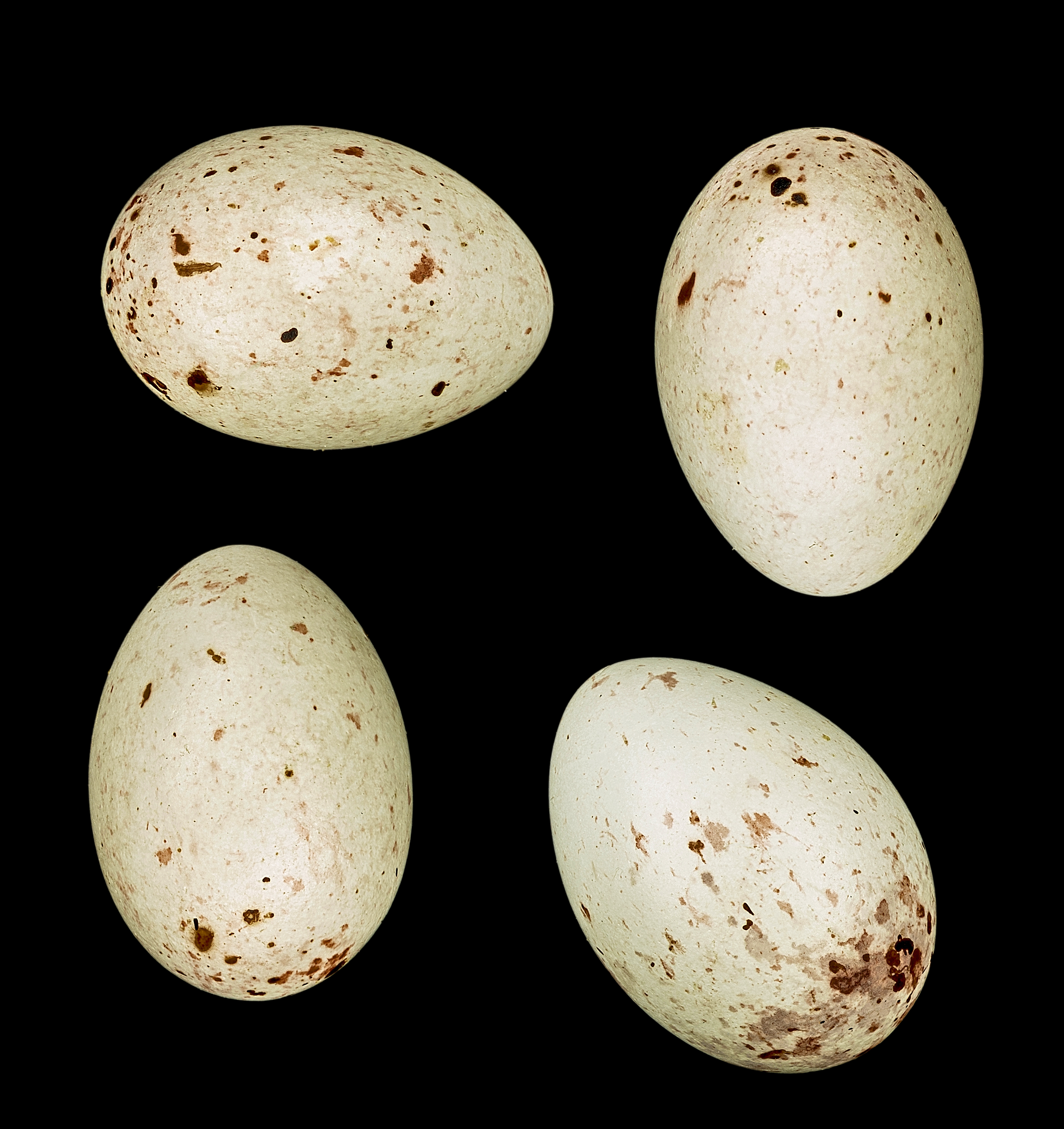
Œuf de verdier d'Europe - Muséum de Toulouse.

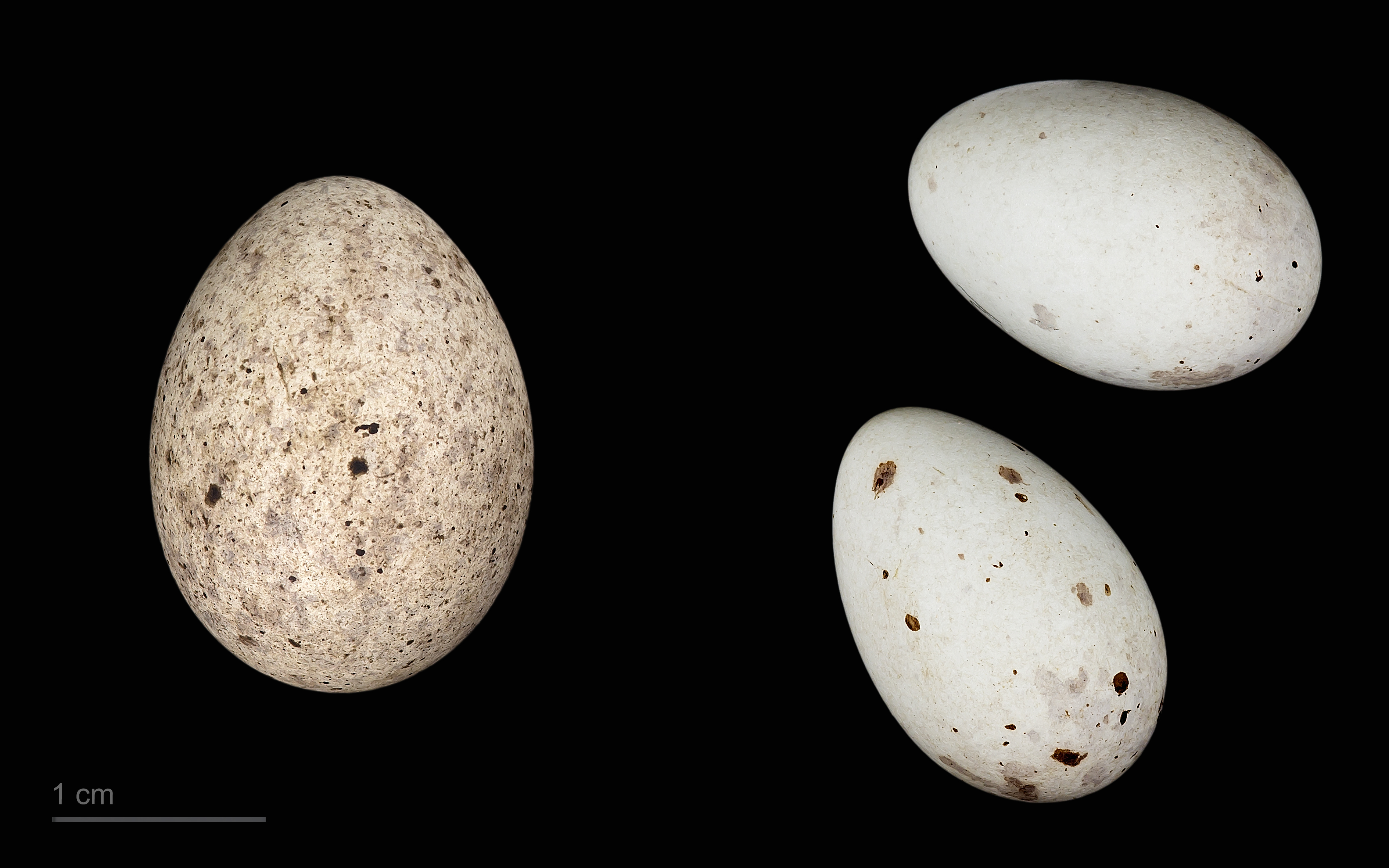
Œuf de Cuculus canorus bangsi dans une couvée de Carduelis chloris - Muséum de Toulouse.

Il installe souvent son nid dans la végétation touffue d’un conifère (un épicéa, un genévrier ou, secondairement, un lierre) s’il s’agit d’une première nichée car ces plantes lui fournissent un couvert végétal suffisamment dense en début de saison. Il existe deux pontes annuelles, plus rarement trois. La première est déposée fin-avril, la seconde en juin et l’éventuelle troisième début-août. La femelle construit son nid sur les branches de un à quatre mètres du sol. C’est une coupe assez massive constituée extérieurement de rameaux et de racines tortueuses, tapissée intérieurement de très fines herbes, de radicelles et de duvet végétal (aigrettes de plantes herbacées) et/ou animal (laine, plumes). La ponte se compose de quatre ou cinq œufs blanc verdâtre ou blanc rosé tachetés de brun et de brun rouge surtout sur le gros pôle.

### Élevage des oisillons
La femelle peut effectuer deux pontes (une en avril et une autre en août) de quatre à six œufs dans l'année. Elle va couver toute seule pendant environ deux semaines ses œufs blanc-gris mesurant à peu près vingt mm de long et parsemés de taches brunes. Pendant qu'elle couve ses œufs, le mâle la nourrit au nid.
Après l'éclosion, les oisillons sont élevés par les deux parents qui les nourrissent de graines déjà décortiquées et de chenilles ou d'araignées. Deux semaines après l'éclosion, les jeunes, encore incapables de voler, quittent le nid mais s'en éloignent peu. Ils restent sur des branches proches pendant quelques jours où les parents continuent de les nourrir.

## Systématique
L'espèce Chloris chloris a été décrite  par le naturaliste suédois Carl von Linné en 1758, sous le nom initial de Loxia chloris.

### Synonymie
- Loxia chloris Linné, 1785 Protonyme
- Carduelis chloris

### Taxinomie
Suivant les travaux de Sangster et al. (2011), cette espèce est déplacée du genre Carduelis dans la classification de référence (version 2.10, 2011) du Congrès ornithologique international.
Liste des sous-espèces
- Chloris chloris chloris  (Linné, 1758) : nord de l’Europe, îles britanniques, Scandinavie, Russie jusqu’aux monts Oural, sud de l’Allemagne, Autriche, nord de la Hongrie et de la Roumanie, Suisse, Benelux, nord de la France, Corse, Sardaigne.
- Chloris chloris aurantiiventris  (Cabanis, 1851) : sud de l’Europe et Afrique du Nord (Espagne, Portugal, sud de la France, Italie, Yougoslavie, sud de la Hongrie et de la Bulgarie, Grèce, ouest de la Turquie, îles occidentales de la Méditerranée (sauf Corse et Sardaigne), Crête, Chypre et Afrique du Nord (nord du Maroc, de l’Algérie et de la Tunisie), Canaries.
- Chloris chloris chlorotica  (Bonaparte, 1850) : Syrie, Liban, Israël, Jordanie et nord de l’Égypte.
- Chloris chloris turkestanicus  (Zarudny, 1907) : Caucase, nord de l’Iran, Turkménistan, sud du Kazakhstan.
- Chloris chloris bilkevitschi  (Zarudny, 1911) : Caucase
- Chloris chloris madaraszi  (Tschusi, 1911) : Corse
- Chloris chloris muehlei  Parrot, 1905 : régions méditerranéennes orientales.
- Chloris chloris vanmarli  Voous, 1951 : régions méditerranéennes occidentales.
- Chloris chloris voousi  Roselaar, 1993 : monts Atlas, Maroc.
- Chloris chloris harrisoni Clancey, 1940 : Écosse
- Chloris chloris restricta Clancey, 1943 : extrême sud de l’Écosse

Ces dernières formes bilkevitschi, madaraszi, muehlei, vanmarli, voousi, harrisoni, restricta ne sont plus considérées comme valides actuellement.

## Verdier d'Europe et l'Homme

### Statut
L’espèce présente un déclin avéré en France (Liste Rouge de UICN France, Statut VU (vulnérable)) , qui contraste avec la situation observée en Angleterre où l’espèce est en augmentation lente depuis les années 1990. Elle reste stable à l’échelle européenne (statut LC).

### Menaces
Le verdier est principalement menacé par les changements des méthodes d'agriculture ces dernières années (abattage de certains arbres dans lesquels il a l'habitude de nicher et de se nourrir) et à la prolifération du chat domestique, espèce invasive qui n'est pas un prédateur naturel.
Cependant, le verdier s'est habitué aux mangeoires. Dans le cas des verdiers, certaines études semblent mettre en avant le rôle des mangeoires dans la transmission de maladies, en particulier de la trichomonose aviaire, par le biais d'interactions d'espèces qui ne s'associeraient normalement pas à proximité. Une étude publiée en 2018 sur les populations de verdiers en Grande-Bretagne considère que la trichomonose est le principal moteur du déclin de la population de ces oiseaux.

### Protection
Le Verdier d'Europe bénéficie d'une protection totale sur le territoire français depuis l'arrêté ministériel du 17 avril 1981 relatif aux oiseaux protégés sur l'ensemble du territoire. Il est donc interdit de le détruire, le mutiler, le capturer ou l'enlever, de le perturber intentionnellement ou de le naturaliser, ainsi que de détruire ou enlever les œufs et les nids, et de détruire, altérer ou dégrader son milieu. Qu'il soit vivant ou mort, il est aussi interdit de le transporter, colporter, de l'utiliser, de le détenir, de le vendre ou de l'acheter.

#### Captivité
En France et selon l'arrêté du 11 août 2006 fixant la liste des espèces, races ou variétés d'animaux domestiques, il est possible de détenir librement et sans condition les variétés isabelle, agate, brune, isabelle satiné, lutino du verdier (Carduelis chloris).
Les formes mutantes et sauvages sont, en Belgique, en détention libre, à condition que l'oiseau soit bagué d'une bague inamovible, délivrée par une société ornithologique approuvée, prouvant ainsi que l'oiseau est né en élevage, et n'a pas été capturé.